# Traulia brevipennis
Traulia brevipennis är en insektsart som beskrevs av Zheng, Z., E.-b. Ma och X.L. Li 1994. Traulia brevipennis ingår i släktet Traulia och familjen gräshoppor. Inga underarter finns listade i Catalogue of Life.